# Vuelta a España 2019
Vuelta a España 2019 – 74. edycja wyścigu kolarskiego Vuelta a España, która odbyła się w dniach 24 sierpnia - 15 września 2019 roku. Wyścig jest częścią UCI World Tour 2019.

## Etapy
Wyścig liczył dwadzieścia jeden etapów o łącznym dystansie 3290,7 km.
| Etap | Data   | Start – Meta                                       | type                       | Dystans (km) | Zwycięzca etapu    | Lider              |
| ---- | ------ | -------------------------------------------------- | -------------------------- | ------------ | ------------------ | ------------------ |
| 1    | 24 sie | Torrevieja – Torrevieja                            | jazda drużynowa na czas    | 13,4         | Astana             | Miguel Ángel López |
| 2    | 25 sie | Benidorm – Calp                                    | górzysty                   | 199,6        | Nairo Quintana     | Nicolas Roche      |
| 3    | 26 sie | Ibi – Alicante                                     | płaski                     | 188          | Sam Bennett        | Nicolas Roche      |
| 4    | 27 sie | Cullera – Puig                                     | płaski                     | 175,5        | Fabio Jakobsen     | Nicolas Roche      |
| 5    | 28 sie | L'Eliana – Astrophysical Observatory of Javalambre | górzysty                   | 170,7        | Ángel Madrazo      | Miguel Ángel López |
| 6    | 29 sie | Mora de Rubielos – Ares del Maestrat               | górzysty                   | 198,9        | Jesús Herrada      | Dylan Teuns        |
| 7    | 30 sie | Onda – Lucena del Cid                              | górski                     | 183,2        | Alejandro Valverde | Miguel Ángel López |
| 8    | 31 sie | Valls – Igualada                                   | górzysty                   | 166,9        | Nikias Arndt       | Nicolas Edet       |
| 9    | 1 wrz  | Andora – Els Cortals d'Encamp                      | górski                     | 94,4         | Tadej Pogačar      | Nairo Quintana     |
| 10   | 3 wrz  | Jurançon – Pau                                     | jazda indywidualna na czas | 36,2         | Primož Roglič      | Primož Roglič      |
| 11   | 4 wrz  | Saint-Palais – Urdazubi                            | górzysty                   | 180          | Mikel Iturria      | Primož Roglič      |
| 12   | 5 wrz  | Los Arcos – Bilbao                                 | górzysty                   | 171,4        | Philippe Gilbert   | Primož Roglič      |
| 13   | 6 wrz  | Bilbao – Los Machucos                              | górski                     | 166,4        | Tadej Pogačar      | Primož Roglič      |
| 14   | 7 wrz  | San Vicente de la Barquera – Oviedo                | płaski                     | 188          | Sam Bennett        | Primož Roglič      |
| 15   | 8 wrz  | Tineo – Santuario de Nuestra Señora del Acebo      | górski                     | 154,4        | Sepp Kuss          | Primož Roglič      |
| 16   | 9 wrz  | Pravia – Puertu de la Cubieḷḷa                     | górski                     | 144,4        | Jakob Fuglsang     | Primož Roglič      |
| 17   | 11 wrz | Aranda de Duero – Guadalajara                      | płaski                     | 219,6        | Philippe Gilbert   | Primož Roglič      |
| 18   | 12 wrz | Colmenar Viejo – Becerril de la Sierra             | górski                     | 177,5        | Sergio Higuita     | Primož Roglič      |
| 19   | 13 wrz | Ávila – Toledo                                     | płaski                     | 165,2        | Rémi Cavagna       | Primož Roglič      |
| 20   | 14 wrz | Arenas de San Pedro – Plataforma de Gredos         | górski                     | 190,4        | Tadej Pogačar      | Primož Roglič      |
| 21   | 15 wrz | Fuenlabrada – Madryt                               | płaski                     | 106,6        | Fabio Jakobsen     | Primož Roglič      |

## Uczestnicy

### Drużyny
W wyścigu brały udział 22 ekipy: osiemnaście drużyn należących do UCI WorldTeams oraz cztery zespoły zaproszone przez organizatorów z tzw. „dziką kartą”, należące do UCI Professional Continental Teams.
| WorldTeams (18)- AG2R La Mondiale - Astana - Bahrain-Merida - Bora-hansgrohe - CCC Team - Dimension Data - EF Education First - Groupama-FDJ - Team Jumbo-Visma - Lotto Soudal - Mitchelton-Scott - Movistar Team - Deceuninck-Quick Step - Katusha-Alpecin - Ineos - Team Sunweb - Trek-Segafredo - UAE Team Emirates Professional continental teams (4)- Burgos-BH - Caja Rural-Seguros RGA - Cofidis, Solutions Crédits - Euskadi Basque Country-Murias |
| |

### Lista startowa
W wyścigu wystartowało 176 kolarzy z 30 krajów, w tym 5 Polaków.
| Movistar Team MOV | Movistar Team MOV        | Movistar Team MOV |
| ----------------- | ------------------------ | ----------------- |
| Nr                | Kolarz                   | Miejsce           |
| 1                 | Alejandro Valverde (ESP) | 2.                |
| 2                 | Jorge Arcas (ESP)        | 93.               |
| 3                 | José Joaquín Rojas (ESP) | 30.               |
| 4                 | Imanol Erviti (ESP)      | 64.               |
| 5                 | Nelson Oliveira (POR)    | 46.               |
| 6                 | Antonio Pedrero (ESP)    | 43.               |
| 7                 | Nairo Quintana (COL)     | 4.                |
| 8                 | Marc Soler (ESP)         | 9.                |

| AG2R La Mondiale ALM | AG2R La Mondiale ALM    | AG2R La Mondiale ALM |
| -------------------- | ----------------------- | -------------------- |
| Nr                   | Kolarz                  | Miejsce              |
| 11                   | Pierre Latour (FRA)     | 35.                  |
| 12                   | François Bidard (FRA)   | 24.                  |
| 13                   | Geoffrey Bouchard (FRA) | 47.                  |
| 14                   | Clément Chevrier (FRA)  | 59.                  |
| 15                   | Silvan Dillier (SUI)    | 72.                  |
| 16                   | Dorian Godon (FRA)      | 77.                  |
| 17                   | Quentin Jauregui (FRA)  | 81.                  |
| 18                   | Clément Venturini (FRA) | 90.                  |

| Astana AST | Astana AST               | Astana AST |
| ---------- | ------------------------ | ---------- |
| Nr         | Kolarz                   | Miejsce    |
| 21         | Miguel Ángel López (COL) | 5.         |
| 22         | Manuele Boaro (ITA)      | 128.       |
| 23         | Dario Cataldo (ITA)      | 68.        |
| 24         | Omar Fraile (ESP)        | 79.        |
| 25         | Jakob Fuglsang (DEN)     | 13.        |
| 26         | Gorka Izagirre (ESP)     | 53.        |
| 27         | Ion Izagirre (ESP)       | 16.        |
| 28         | Luis León Sánchez (ESP)  | 23.        |

| Bahrain-Merida TBM | Bahrain-Merida TBM        | Bahrain-Merida TBM |
| ------------------ | ------------------------- | ------------------ |
| Nr                 | Kolarz                    | Miejsce            |
| 31                 | Mark Padun (UKR)          | 84.                |
| 32                 | Yukiya Arashiro (JPN)     | 110.               |
| 33                 | Phil Bauhaus (GER)        | DNF-9              |
| 34                 | Heinrich Haussler (AUS)   | 132.               |
| 35                 | Domen Novak (SLO)         | 123.               |
| 36                 | Hermann Pernsteiner (AUT) | 15.                |
| 37                 | Luka Pibernik (SLO)       | 109.               |
| 38                 | Dylan Teuns (BEL)         | 12.                |

| Bora-Hansgrohe BOH | Bora-Hansgrohe BOH        | Bora-Hansgrohe BOH |
| ------------------ | ------------------------- | ------------------ |
| Nr                 | Kolarz                    | Miejsce            |
| 41                 | Rafał Majka (POL)         | 6.                 |
| 42                 | Shane Archbold (NZL)      | 151.               |
| 43                 | Sam Bennett (IRL)         | 134.               |
| 44                 | Jean-Pierre Drucker (LUX) | DNS-20             |
| 45                 | Davide Formolo (ITA)      | DNS-7              |
| 46                 | Felix Großschartner (AUT) | 36.                |
| 47                 | Gregor Mühlberger (AUT)   | DNF-5              |
| 48                 | Paweł Poljański (POL)     | 57.                |

| CCC Team CCC | CCC Team CCC               | CCC Team CCC |
| ------------ | -------------------------- | ------------ |
| Nr           | Kolarz                     | Miejsce      |
| 51           | Víctor de la Parte (ESP)   | DNF-6        |
| 52           | William Barta (USA)        | 131.         |
| 53           | Paweł Bernas (POL)         | 149.         |
| 54           | Patrick Bevin (NZL)        | DNS-15       |
| 55           | Jonas Koch (GER)           | 60.          |
| 56           | Szymon Sajnok (POL)        | 142.         |
| 57           | Nathan Van Hooydonck (BEL) | 114.         |
| 58           | Francisco Ventoso (ESP)    | 97.          |

| Deceuninck-Quick Step DQT | Deceuninck-Quick Step DQT | Deceuninck-Quick Step DQT |
| ------------------------- | ------------------------- | ------------------------- |
| Nr                        | Kolarz                    | Miejsce                   |
| 61                        | Philippe Gilbert (BEL)    | 32.                       |
| 62                        | Eros Capecchi (ITA)       | 121.                      |
| 63                        | Rémi Cavagna (FRA)        | 52.                       |
| 64                        | Tim Declercq (BEL)        | 78.                       |
| 65                        | Fabio Jakobsen (NED)      | 145.                      |
| 66                        | James Knox (GBR)          | 11.                       |
| 67                        | Maximiliano Richeze (ARG) | 148.                      |
| 68                        | Zdeněk Štybar (CZE)       | 55.                       |

| EF Education First EF1 | EF Education First EF1       | EF Education First EF1 |
| ---------------------- | ---------------------------- | ---------------------- |
| Nr                     | Kolarz                       | Miejsce                |
| 71                     | Rigoberto Urán (COL)         | DNF-6                  |
| 72                     | Hugh Carthy (GBR)            | DNF-6                  |
| 73                     | Lawson Craddock (USA)        | 58.                    |
| 74                     | Mitchell Docker (AUS)        | 122.                   |
| 75                     | Sergio Higuita (COL)         | 14.                    |
| 76                     | Daniel Felipe Martínez (COL) | 41.                    |
| 77                     | Logan Owen (USA)             | 126.                   |
| 78                     | Tejay van Garderen (USA)     | DNF-7                  |

| Groupama-FDJ GFC | Groupama-FDJ GFC        | Groupama-FDJ GFC |
| ---------------- | ----------------------- | ---------------- |
| Nr               | Kolarz                  | Miejsce          |
| 81               | Marc Sarreau (FRA)      | 139.             |
| 82               | Bruno Armirail (FRA)    | 91.              |
| 83               | Mickaël Delage (FRA)    | DNF-3            |
| 84               | Kilian Frankiny (SUI)   | 21.              |
| 85               | Tobias Ludvigsson (SWE) | 44.              |
| 86               | Steve Morabito (SUI)    | 67.              |
| 87               | Romain Seigle (FRA)     | 80.              |
| 88               | Benjamin Thomas (FRA)   | DNS-12           |

| Lotto-Soudal LTS | Lotto-Soudal LTS         | Lotto-Soudal LTS |
| ---------------- | ------------------------ | ---------------- |
| Nr               | Kolarz                   | Miejsce          |
| 91               | Thomas De Gendt (BEL)    | 56.              |
| 92               | Sander Armée (BEL)       | 73.              |
| 93               | Carl Fredrik Hagen (NOR) | 8.               |
| 94               | Tomasz Marczyński (POL)  | 74.              |
| 95               | Tosh Van der Sande (BEL) | 65.              |
| 96               | Brian van Goethem (NED)  | DNF-15           |
| 97               | Harm Vanhoucke (BEL)     | 115.             |
| 98               | Jelle Wallays (BEL)      | 144.             |

| Mitchelton-Scott MTS | Mitchelton-Scott MTS | Mitchelton-Scott MTS |
| -------------------- | -------------------- | -------------------- |
| Nr                   | Kolarz               | Miejsce              |
| 101                  | Esteban Chaves (COL) | 19.                  |
| 102                  | Sam Bewley (NZL)     | 100.                 |
| 103                  | Tsgabu Grmay (ETH)   | 62.                  |
| 104                  | Damien Howson (AUS)  | 49.                  |
| 105                  | Luka Mezgec (SLO)    | DNF-14               |
| 106                  | Mikel Nieve (ESP)    | 10.                  |
| 107                  | Nick Schultz (AUS)   | 63.                  |
| 108                  | Dion Smith (NZL)     | 83.                  |

| Dimension Data TDD | Dimension Data TDD            | Dimension Data TDD |
| ------------------ | ----------------------------- | ------------------ |
| Nr                 | Kolarz                        | Miejsce            |
| 111                | Louis Meintjes (RSA)          | 51.                |
| 112                | Nicholas Dlamini (RSA)        | 107.               |
| 113                | Amanuel Ghebreigzabhier (ERI) | DNF-18             |
| 114                | Edvald Boasson Hagen (NOR)    | 96.                |
| 115                | Ben King (USA)                | 38.                |
| 116                | Ben O’Connor (AUS)            | 25.                |
| 117                | Rasmus Tiller (NOR)           | 130.               |
| 118                | Jacobus Venter (RSA)          | 129.               |

| Team Ineos INS | Team Ineos INS           | Team Ineos INS |
| -------------- | ------------------------ | -------------- |
| Nr             | Kolarz                   | Miejsce        |
| 121            | Wout Poels (NED)         | 34.            |
| 122            | David de la Cruz (ESP)   | 66.            |
| 123            | Owain Doull (GBR)        | 70.            |
| 124            | Tao Geoghegan Hart (GBR) | 20.            |
| 125            | Sebastián Henao (COL)    | 39.            |
| 126            | Wasil Kiryjenka (BLR)    | DNF-18         |
| 127            | Salvatore Puccio (ITA)   | 89.            |
| 128            | Ian Stannard (GBR)       | 106.           |

| Team Jumbo-Visma TJV | Team Jumbo-Visma TJV    | Team Jumbo-Visma TJV |
| -------------------- | ----------------------- | -------------------- |
| Nr                   | Kolarz                  | Miejsce              |
| 131                  | Primož Roglič (SLO)     | 1.                   |
| 132                  | George Bennett (NZL)    | 33.                  |
| 133                  | Robert Gesink (NED)     | 27.                  |
| 134                  | Lennard Hofstede (NED)  | 152.                 |
| 135                  | Steven Kruijswijk (NED) | DNF-4                |
| 136                  | Sepp Kuss (USA)         | 29.                  |
| 137                  | Tony Martin (GER)       | DNF-19               |
| 138                  | Neilson Powless (USA)   | 31.                  |

| Katusha-Alpecin TKA | Katusha-Alpecin TKA        | Katusha-Alpecin TKA |
| ------------------- | -------------------------- | ------------------- |
| Nr                  | Kolarz                     | Miejsce             |
| 141                 | Daniel Navarro (ESP)       | 40.                 |
| 142                 | Enrico Battaglin (ITA)     | 113.                |
| 143                 | Steff Cras (BEL)           | 76.                 |
| 144                 | Matteo Fabbro (ITA)        | 54.                 |
| 145                 | Ruben Guerreiro (POR)      | 17.                 |
| 146                 | Pawieł Koczetkow (RUS)     | 98.                 |
| 147                 | Wiaczesław Kuzniecow (RUS) | 138.                |
| 148                 | Willie Smit (RSA)          | 118.                |

| Team Sunweb SUN | Team Sunweb SUN       | Team Sunweb SUN |
| --------------- | --------------------- | --------------- |
| Nr              | Kolarz                | Miejsce         |
| 151             | Wilco Kelderman (NED) | 7.              |
| 152             | Nikias Arndt (GER)    | 69.             |
| 153             | Casper Pedersen (DEN) | 103.            |
| 154             | Robert Power (AUS)    | 92.             |
| 155             | Nicolas Roche (IRL)   | DNF-6           |
| 156             | Michael Storer (AUS)  | 99.             |
| 157             | Martijn Tusveld (NED) | 26.             |
| 158             | Max Walscheid (GER)   | 137.            |

| Trek-Segafredo TFS | Trek-Segafredo TFS       | Trek-Segafredo TFS |
| ------------------ | ------------------------ | ------------------ |
| Nr                 | Kolarz                   | Miejsce            |
| 161                | Gianluca Brambilla (ITA) | 42.                |
| 162                | John Degenkolb (GER)     | 124.               |
| 163                | Niklas Eg (DEN)          | 37.                |
| 164                | Alex Kirsch (LUX)        | 125.               |
| 165                | Jacopo Mosca (ITA)       | 85.                |
| 166                | Kiel Reijnen (USA)       | 141.               |
| 167                | Peter Stetina (USA)      | 28.                |
| 168                | Edward Theuns (BEL)      | 133.               |

| UAE Team Emirates UAD | UAE Team Emirates UAD       | UAE Team Emirates UAD |
| --------------------- | --------------------------- | --------------------- |
| Nr                    | Kolarz                      | Miejsce               |
| 171                   | Fabio Aru (ITA)             | DNS-13                |
| 172                   | Valerio Conti (ITA)         | 71.                   |
| 173                   | Fernando Gaviria (COL)      | 147.                  |
| 174                   | Sergio Henao (COL)          | 45.                   |
| 175                   | Marco Marcato (ITA)         | DNF-19                |
| 176                   | Juan Sebastián Molano (COL) | 143.                  |
| 177                   | Tadej Pogačar (SLO)         | 3.                    |
| 178                   | Oliviero Troia (ITA)        | 150.                  |

| Burgos-BH BBH | Burgos-BH BBH        | Burgos-BH BBH |
| ------------- | -------------------- | ------------- |
| Nr            | Kolarz               | Miejsce       |
| 181           | Ángel Madrazo (ESP)  | 119.          |
| 182           | Jetse Bol (NED)      | 104.          |
| 183           | Óscar Cabedo (ESP)   | 116.          |
| 184           | Jorge Cubero (ESP)   | 136.          |
| 185           | Jesús Ezquerra (ESP) | 120.          |
| 186           | Nuno Bico (POR)      | 153.          |
| 187           | Diego Rubio (ESP)    | 146.          |
| 188           | Ricardo Vilela (POR) | 105.          |

| Caja Rural-Seguros RGA CJR | Caja Rural-Seguros RGA CJR | Caja Rural-Seguros RGA CJR |
| -------------------------- | -------------------------- | -------------------------- |
| Nr                         | Kolarz                     | Miejsce                    |
| 191                        | Siergiej Czerniecki (RUS)  | 111.                       |
| 192                        | Jon Aberasturi (ESP)       | 140.                       |
| 193                        | Alex Aranburu (ESP)        | 94.                        |
| 194                        | Domingos Gonçalves (POR)   | DNS-14                     |
| 195                        | Jonathan Lastra (ESP)      | 101.                       |
| 196                        | Sergio Pardilla (ESP)      | 88.                        |
| 197                        | Cristián Rodríguez (ESP)   | 50.                        |
| 198                        | Gonzalo Serrano (ESP)      | 135.                       |

| Cofidis, Solutions Crédits COF | Cofidis, Solutions Crédits COF | Cofidis, Solutions Crédits COF |
| ------------------------------ | ------------------------------ | ------------------------------ |
| Nr                             | Kolarz                         | Miejsce                        |
| 201                            | Jesús Herrada (ESP)            | DNS-17                         |
| 202                            | Darwin Atapuma (COL)           | 61.                            |
| 203                            | Nicolas Edet (FRA)             | 18.                            |
| 204                            | Jesper Hansen (DEN)            | DNF-15                         |
| 205                            | José Herrada (ESP)             | 75.                            |
| 206                            | Luis Ángel Maté (ESP)          | 102.                           |
| 207                            | Stéphane Rossetto (FRA)        | 127.                           |
| 208                            | Damien Touzé (FRA)             | 108.                           |

| Euskadi Basque Country-Murias EUS | Euskadi Basque Country-Murias EUS | Euskadi Basque Country-Murias EUS |
| --------------------------------- | --------------------------------- | --------------------------------- |
| Nr                                | Kolarz                            | Miejsce                           |
| 211                               | Óscar Rodríguez (ESP)             | 22.                               |
| 212                               | Aritz Bagües (ESP)                | 117.                              |
| 213                               | Fernando Barceló (ESP)            | 95.                               |
| 214                               | Cyril Barthe (FRA)                | 86.                               |
| 215                               | Mikel Bizkarra (ESP)              | 48.                               |
| 216                               | Mikel Iturria (ESP)               | 87.                               |
| 217                               | Sergio Samitier (ESP)             | 82.                               |
| 218                               | Héctor Sáez (ESP)                 | 112.                              |

| Movistar Team MOV | Movistar Team MOV        | Movistar Team MOV |
| ----------------- | ------------------------ | ----------------- |
| Nr                | Kolarz                   | Miejsce           |
| 1                 | Alejandro Valverde (ESP) | 2.                |
| 2                 | Jorge Arcas (ESP)        | 93.               |
| 3                 | José Joaquín Rojas (ESP) | 30.               |
| 4                 | Imanol Erviti (ESP)      | 64.               |
| 5                 | Nelson Oliveira (POR)    | 46.               |
| 6                 | Antonio Pedrero (ESP)    | 43.               |
| 7                 | Nairo Quintana (COL)     | 4.                |
| 8                 | Marc Soler (ESP)         | 9.                |

| AG2R La Mondiale ALM | AG2R La Mondiale ALM    | AG2R La Mondiale ALM |
| -------------------- | ----------------------- | -------------------- |
| Nr                   | Kolarz                  | Miejsce              |
| 11                   | Pierre Latour (FRA)     | 35.                  |
| 12                   | François Bidard (FRA)   | 24.                  |
| 13                   | Geoffrey Bouchard (FRA) | 47.                  |
| 14                   | Clément Chevrier (FRA)  | 59.                  |
| 15                   | Silvan Dillier (SUI)    | 72.                  |
| 16                   | Dorian Godon (FRA)      | 77.                  |
| 17                   | Quentin Jauregui (FRA)  | 81.                  |
| 18                   | Clément Venturini (FRA) | 90.                  |

| Astana AST | Astana AST               | Astana AST |
| ---------- | ------------------------ | ---------- |
| Nr         | Kolarz                   | Miejsce    |
| 21         | Miguel Ángel López (COL) | 5.         |
| 22         | Manuele Boaro (ITA)      | 128.       |
| 23         | Dario Cataldo (ITA)      | 68.        |
| 24         | Omar Fraile (ESP)        | 79.        |
| 25         | Jakob Fuglsang (DEN)     | 13.        |
| 26         | Gorka Izagirre (ESP)     | 53.        |
| 27         | Ion Izagirre (ESP)       | 16.        |
| 28         | Luis León Sánchez (ESP)  | 23.        |

| Bahrain-Merida TBM | Bahrain-Merida TBM        | Bahrain-Merida TBM |
| ------------------ | ------------------------- | ------------------ |
| Nr                 | Kolarz                    | Miejsce            |
| 31                 | Mark Padun (UKR)          | 84.                |
| 32                 | Yukiya Arashiro (JPN)     | 110.               |
| 33                 | Phil Bauhaus (GER)        | DNF-9              |
| 34                 | Heinrich Haussler (AUS)   | 132.               |
| 35                 | Domen Novak (SLO)         | 123.               |
| 36                 | Hermann Pernsteiner (AUT) | 15.                |
| 37                 | Luka Pibernik (SLO)       | 109.               |
| 38                 | Dylan Teuns (BEL)         | 12.                |

| Bora-Hansgrohe BOH | Bora-Hansgrohe BOH        | Bora-Hansgrohe BOH |
| ------------------ | ------------------------- | ------------------ |
| Nr                 | Kolarz                    | Miejsce            |
| 41                 | Rafał Majka (POL)         | 6.                 |
| 42                 | Shane Archbold (NZL)      | 151.               |
| 43                 | Sam Bennett (IRL)         | 134.               |
| 44                 | Jean-Pierre Drucker (LUX) | DNS-20             |
| 45                 | Davide Formolo (ITA)      | DNS-7              |
| 46                 | Felix Großschartner (AUT) | 36.                |
| 47                 | Gregor Mühlberger (AUT)   | DNF-5              |
| 48                 | Paweł Poljański (POL)     | 57.                |

| CCC Team CCC | CCC Team CCC               | CCC Team CCC |
| ------------ | -------------------------- | ------------ |
| Nr           | Kolarz                     | Miejsce      |
| 51           | Víctor de la Parte (ESP)   | DNF-6        |
| 52           | William Barta (USA)        | 131.         |
| 53           | Paweł Bernas (POL)         | 149.         |
| 54           | Patrick Bevin (NZL)        | DNS-15       |
| 55           | Jonas Koch (GER)           | 60.          |
| 56           | Szymon Sajnok (POL)        | 142.         |
| 57           | Nathan Van Hooydonck (BEL) | 114.         |
| 58           | Francisco Ventoso (ESP)    | 97.          |

| Deceuninck-Quick Step DQT | Deceuninck-Quick Step DQT | Deceuninck-Quick Step DQT |
| ------------------------- | ------------------------- | ------------------------- |
| Nr                        | Kolarz                    | Miejsce                   |
| 61                        | Philippe Gilbert (BEL)    | 32.                       |
| 62                        | Eros Capecchi (ITA)       | 121.                      |
| 63                        | Rémi Cavagna (FRA)        | 52.                       |
| 64                        | Tim Declercq (BEL)        | 78.                       |
| 65                        | Fabio Jakobsen (NED)      | 145.                      |
| 66                        | James Knox (GBR)          | 11.                       |
| 67                        | Maximiliano Richeze (ARG) | 148.                      |
| 68                        | Zdeněk Štybar (CZE)       | 55.                       |

| EF Education First EF1 | EF Education First EF1       | EF Education First EF1 |
| ---------------------- | ---------------------------- | ---------------------- |
| Nr                     | Kolarz                       | Miejsce                |
| 71                     | Rigoberto Urán (COL)         | DNF-6                  |
| 72                     | Hugh Carthy (GBR)            | DNF-6                  |
| 73                     | Lawson Craddock (USA)        | 58.                    |
| 74                     | Mitchell Docker (AUS)        | 122.                   |
| 75                     | Sergio Higuita (COL)         | 14.                    |
| 76                     | Daniel Felipe Martínez (COL) | 41.                    |
| 77                     | Logan Owen (USA)             | 126.                   |
| 78                     | Tejay van Garderen (USA)     | DNF-7                  |

| Groupama-FDJ GFC | Groupama-FDJ GFC        | Groupama-FDJ GFC |
| ---------------- | ----------------------- | ---------------- |
| Nr               | Kolarz                  | Miejsce          |
| 81               | Marc Sarreau (FRA)      | 139.             |
| 82               | Bruno Armirail (FRA)    | 91.              |
| 83               | Mickaël Delage (FRA)    | DNF-3            |
| 84               | Kilian Frankiny (SUI)   | 21.              |
| 85               | Tobias Ludvigsson (SWE) | 44.              |
| 86               | Steve Morabito (SUI)    | 67.              |
| 87               | Romain Seigle (FRA)     | 80.              |
| 88               | Benjamin Thomas (FRA)   | DNS-12           |

| Lotto-Soudal LTS | Lotto-Soudal LTS         | Lotto-Soudal LTS |
| ---------------- | ------------------------ | ---------------- |
| Nr               | Kolarz                   | Miejsce          |
| 91               | Thomas De Gendt (BEL)    | 56.              |
| 92               | Sander Armée (BEL)       | 73.              |
| 93               | Carl Fredrik Hagen (NOR) | 8.               |
| 94               | Tomasz Marczyński (POL)  | 74.              |
| 95               | Tosh Van der Sande (BEL) | 65.              |
| 96               | Brian van Goethem (NED)  | DNF-15           |
| 97               | Harm Vanhoucke (BEL)     | 115.             |
| 98               | Jelle Wallays (BEL)      | 144.             |

| Mitchelton-Scott MTS | Mitchelton-Scott MTS | Mitchelton-Scott MTS |
| -------------------- | -------------------- | -------------------- |
| Nr                   | Kolarz               | Miejsce              |
| 101                  | Esteban Chaves (COL) | 19.                  |
| 102                  | Sam Bewley (NZL)     | 100.                 |
| 103                  | Tsgabu Grmay (ETH)   | 62.                  |
| 104                  | Damien Howson (AUS)  | 49.                  |
| 105                  | Luka Mezgec (SLO)    | DNF-14               |
| 106                  | Mikel Nieve (ESP)    | 10.                  |
| 107                  | Nick Schultz (AUS)   | 63.                  |
| 108                  | Dion Smith (NZL)     | 83.                  |

| Dimension Data TDD | Dimension Data TDD            | Dimension Data TDD |
| ------------------ | ----------------------------- | ------------------ |
| Nr                 | Kolarz                        | Miejsce            |
| 111                | Louis Meintjes (RSA)          | 51.                |
| 112                | Nicholas Dlamini (RSA)        | 107.               |
| 113                | Amanuel Ghebreigzabhier (ERI) | DNF-18             |
| 114                | Edvald Boasson Hagen (NOR)    | 96.                |
| 115                | Ben King (USA)                | 38.                |
| 116                | Ben O’Connor (AUS)            | 25.                |
| 117                | Rasmus Tiller (NOR)           | 130.               |
| 118                | Jacobus Venter (RSA)          | 129.               |

| Team Ineos INS | Team Ineos INS           | Team Ineos INS |
| -------------- | ------------------------ | -------------- |
| Nr             | Kolarz                   | Miejsce        |
| 121            | Wout Poels (NED)         | 34.            |
| 122            | David de la Cruz (ESP)   | 66.            |
| 123            | Owain Doull (GBR)        | 70.            |
| 124            | Tao Geoghegan Hart (GBR) | 20.            |
| 125            | Sebastián Henao (COL)    | 39.            |
| 126            | Wasil Kiryjenka (BLR)    | DNF-18         |
| 127            | Salvatore Puccio (ITA)   | 89.            |
| 128            | Ian Stannard (GBR)       | 106.           |

| Team Jumbo-Visma TJV | Team Jumbo-Visma TJV    | Team Jumbo-Visma TJV |
| -------------------- | ----------------------- | -------------------- |
| Nr                   | Kolarz                  | Miejsce              |
| 131                  | Primož Roglič (SLO)     | 1.                   |
| 132                  | George Bennett (NZL)    | 33.                  |
| 133                  | Robert Gesink (NED)     | 27.                  |
| 134                  | Lennard Hofstede (NED)  | 152.                 |
| 135                  | Steven Kruijswijk (NED) | DNF-4                |
| 136                  | Sepp Kuss (USA)         | 29.                  |
| 137                  | Tony Martin (GER)       | DNF-19               |
| 138                  | Neilson Powless (USA)   | 31.                  |

| Katusha-Alpecin TKA | Katusha-Alpecin TKA        | Katusha-Alpecin TKA |
| ------------------- | -------------------------- | ------------------- |
| Nr                  | Kolarz                     | Miejsce             |
| 141                 | Daniel Navarro (ESP)       | 40.                 |
| 142                 | Enrico Battaglin (ITA)     | 113.                |
| 143                 | Steff Cras (BEL)           | 76.                 |
| 144                 | Matteo Fabbro (ITA)        | 54.                 |
| 145                 | Ruben Guerreiro (POR)      | 17.                 |
| 146                 | Pawieł Koczetkow (RUS)     | 98.                 |
| 147                 | Wiaczesław Kuzniecow (RUS) | 138.                |
| 148                 | Willie Smit (RSA)          | 118.                |

| Team Sunweb SUN | Team Sunweb SUN       | Team Sunweb SUN |
| --------------- | --------------------- | --------------- |
| Nr              | Kolarz                | Miejsce         |
| 151             | Wilco Kelderman (NED) | 7.              |
| 152             | Nikias Arndt (GER)    | 69.             |
| 153             | Casper Pedersen (DEN) | 103.            |
| 154             | Robert Power (AUS)    | 92.             |
| 155             | Nicolas Roche (IRL)   | DNF-6           |
| 156             | Michael Storer (AUS)  | 99.             |
| 157             | Martijn Tusveld (NED) | 26.             |
| 158             | Max Walscheid (GER)   | 137.            |

| Trek-Segafredo TFS | Trek-Segafredo TFS       | Trek-Segafredo TFS |
| ------------------ | ------------------------ | ------------------ |
| Nr                 | Kolarz                   | Miejsce            |
| 161                | Gianluca Brambilla (ITA) | 42.                |
| 162                | John Degenkolb (GER)     | 124.               |
| 163                | Niklas Eg (DEN)          | 37.                |
| 164                | Alex Kirsch (LUX)        | 125.               |
| 165                | Jacopo Mosca (ITA)       | 85.                |
| 166                | Kiel Reijnen (USA)       | 141.               |
| 167                | Peter Stetina (USA)      | 28.                |
| 168                | Edward Theuns (BEL)      | 133.               |

| UAE Team Emirates UAD | UAE Team Emirates UAD       | UAE Team Emirates UAD |
| --------------------- | --------------------------- | --------------------- |
| Nr                    | Kolarz                      | Miejsce               |
| 171                   | Fabio Aru (ITA)             | DNS-13                |
| 172                   | Valerio Conti (ITA)         | 71.                   |
| 173                   | Fernando Gaviria (COL)      | 147.                  |
| 174                   | Sergio Henao (COL)          | 45.                   |
| 175                   | Marco Marcato (ITA)         | DNF-19                |
| 176                   | Juan Sebastián Molano (COL) | 143.                  |
| 177                   | Tadej Pogačar (SLO)         | 3.                    |
| 178                   | Oliviero Troia (ITA)        | 150.                  |

| Burgos-BH BBH | Burgos-BH BBH        | Burgos-BH BBH |
| ------------- | -------------------- | ------------- |
| Nr            | Kolarz               | Miejsce       |
| 181           | Ángel Madrazo (ESP)  | 119.          |
| 182           | Jetse Bol (NED)      | 104.          |
| 183           | Óscar Cabedo (ESP)   | 116.          |
| 184           | Jorge Cubero (ESP)   | 136.          |
| 185           | Jesús Ezquerra (ESP) | 120.          |
| 186           | Nuno Bico (POR)      | 153.          |
| 187           | Diego Rubio (ESP)    | 146.          |
| 188           | Ricardo Vilela (POR) | 105.          |

| Caja Rural-Seguros RGA CJR | Caja Rural-Seguros RGA CJR | Caja Rural-Seguros RGA CJR |
| -------------------------- | -------------------------- | -------------------------- |
| Nr                         | Kolarz                     | Miejsce                    |
| 191                        | Siergiej Czerniecki (RUS)  | 111.                       |
| 192                        | Jon Aberasturi (ESP)       | 140.                       |
| 193                        | Alex Aranburu (ESP)        | 94.                        |
| 194                        | Domingos Gonçalves (POR)   | DNS-14                     |
| 195                        | Jonathan Lastra (ESP)      | 101.                       |
| 196                        | Sergio Pardilla (ESP)      | 88.                        |
| 197                        | Cristián Rodríguez (ESP)   | 50.                        |
| 198                        | Gonzalo Serrano (ESP)      | 135.                       |

| Cofidis, Solutions Crédits COF | Cofidis, Solutions Crédits COF | Cofidis, Solutions Crédits COF |
| ------------------------------ | ------------------------------ | ------------------------------ |
| Nr                             | Kolarz                         | Miejsce                        |
| 201                            | Jesús Herrada (ESP)            | DNS-17                         |
| 202                            | Darwin Atapuma (COL)           | 61.                            |
| 203                            | Nicolas Edet (FRA)             | 18.                            |
| 204                            | Jesper Hansen (DEN)            | DNF-15                         |
| 205                            | José Herrada (ESP)             | 75.                            |
| 206                            | Luis Ángel Maté (ESP)          | 102.                           |
| 207                            | Stéphane Rossetto (FRA)        | 127.                           |
| 208                            | Damien Touzé (FRA)             | 108.                           |

| Euskadi Basque Country-Murias EUS | Euskadi Basque Country-Murias EUS | Euskadi Basque Country-Murias EUS |
| --------------------------------- | --------------------------------- | --------------------------------- |
| Nr                                | Kolarz                            | Miejsce                           |
| 211                               | Óscar Rodríguez (ESP)             | 22.                               |
| 212                               | Aritz Bagües (ESP)                | 117.                              |
| 213                               | Fernando Barceló (ESP)            | 95.                               |
| 214                               | Cyril Barthe (FRA)                | 86.                               |
| 215                               | Mikel Bizkarra (ESP)              | 48.                               |
| 216                               | Mikel Iturria (ESP)               | 87.                               |
| 217                               | Sergio Samitier (ESP)             | 82.                               |
| 218                               | Héctor Sáez (ESP)                 | 112.                              |

Legenda: DNF – nie ukończył etapu, HD – przekroczył limit czasu, NP – nie wystartował do etapu, DQ – zdyskwalifikowany. Numer przy skrócie oznacza etap, na którym kolarz opuścił wyścig.

## Klasyfikacje końcowe

### Klasyfikacja generalna
| \| Klasyfikacja generalna \| Klasyfikacja generalna \| Klasyfikacja generalna \| Klasyfikacja generalna \| Klasyfikacja generalna \| \| Kolarz \| Kolarz \| Państwo \| Drużyna \| Czas \| \| ---------------------- \| ---------------------- \| ---------------------- \| -------------------------- \| ---------------------- \| \| 1. \| Primož Roglič \| Słowenia \| Team Jumbo-Visma \| 83h 07' 31" \| \| 2. \| Alejandro Valverde \| Hiszpania \| Movistar Team \| + 2' 16" \| \| 3. \| Tadej Pogačar \| Słowenia \| UAE Team Emirates \| + 2' 38" \| \| 4. \| Nairo Quintana \| Kolumbia \| Movistar Team \| + 3' 29" \| \| 5. \| Miguel Ángel López \| Kolumbia \| Astana \| + 4' 31" \| \| 6. \| Rafał Majka \| Polska \| Bora-Hansgrohe \| + 7' 16" \| \| 7. \| Wilco Kelderman \| Holandia \| Team Sunweb \| + 9' 47" \| \| 8. \| Carl Fredrik Hagen \| Norwegia \| Lotto-Soudal \| + 12' 54" \| \| 9. \| Marc Soler \| Hiszpania \| Movistar Team \| + 22' 10" \| \| 10. \| Mikel Nieve \| Hiszpania \| Mitchelton-Scott \| + 22' 17" \| \| 11. \| James Knox \| Wielka Brytania \| Deceuninck-Quick Step \| + 22' 52" \| \| 12. \| Dylan Teuns \| Belgia \| Bahrain-Merida \| + 23' 49" \| \| 13. \| Jakob Fuglsang \| Dania \| Astana \| + 26' 32" \| \| 14. \| Sergio Higuita \| Kolumbia \| EF Education First \| + 32' 17" \| \| 15. \| Hermann Pernsteiner \| Austria \| Bahrain-Merida \| + 33' 23" \| \| 16. \| Ion Izagirre \| Hiszpania \| Astana \| + 42' 00" \| \| 17. \| Ruben Guerreiro \| Portugalia \| Katusha-Alpecin \| + 42' 05" \| \| 18. \| Nicolas Edet \| Francja \| Cofidis, Solutions Crédits \| + 46' 07" \| \| 19. \| Esteban Chaves \| Kolumbia \| Mitchelton-Scott \| + 52' 46" \| \| 20. \| Tao Geoghegan Hart \| Wielka Brytania \| Team Ineos \| + 1h 04' 04" \| |                     |                 |                            |              |
| |                     |                 |                            |              |
| Źródło: ProCyclingStats |                     |                 |                            |              |
| Klasyfikacja generalna |                     |                 |                            |              |
| Kolarz | Kolarz              | Państwo         | Drużyna                    | Czas         |
| 1. | Primož Roglič       | Słowenia        | Team Jumbo-Visma           | 83h 07' 31"  |
| 2. | Alejandro Valverde  | Hiszpania       | Movistar Team              | + 2' 16"     |
| 3. | Tadej Pogačar       | Słowenia        | UAE Team Emirates          | + 2' 38"     |
| 4. | Nairo Quintana      | Kolumbia        | Movistar Team              | + 3' 29"     |
| 5. | Miguel Ángel López  | Kolumbia        | Astana                     | + 4' 31"     |
| 6. | Rafał Majka         | Polska          | Bora-Hansgrohe             | + 7' 16"     |
| 7. | Wilco Kelderman     | Holandia        | Team Sunweb                | + 9' 47"     |
| 8. | Carl Fredrik Hagen  | Norwegia        | Lotto-Soudal               | + 12' 54"    |
| 9. | Marc Soler          | Hiszpania       | Movistar Team              | + 22' 10"    |
| 10. | Mikel Nieve         | Hiszpania       | Mitchelton-Scott           | + 22' 17"    |
| 11. | James Knox          | Wielka Brytania | Deceuninck-Quick Step      | + 22' 52"    |
| 12. | Dylan Teuns         | Belgia          | Bahrain-Merida             | + 23' 49"    |
| 13. | Jakob Fuglsang      | Dania           | Astana                     | + 26' 32"    |
| 14. | Sergio Higuita      | Kolumbia        | EF Education First         | + 32' 17"    |
| 15. | Hermann Pernsteiner | Austria         | Bahrain-Merida             | + 33' 23"    |
| 16. | Ion Izagirre        | Hiszpania       | Astana                     | + 42' 00"    |
| 17. | Ruben Guerreiro     | Portugalia      | Katusha-Alpecin            | + 42' 05"    |
| 18. | Nicolas Edet        | Francja         | Cofidis, Solutions Crédits | + 46' 07"    |
| 19. | Esteban Chaves      | Kolumbia        | Mitchelton-Scott           | + 52' 46"    |
| 20. | Tao Geoghegan Hart  | Wielka Brytania | Team Ineos                 | + 1h 04' 04" |

| Klasyfikacja punktowa | Klasyfikacja punktowa | Klasyfikacja punktowa | Klasyfikacja punktowa | Klasyfikacja punktowa |
| Kolarz                | Kolarz                | Państwo               | Drużyna               | Punkty                |
| --------------------- | --------------------- | --------------------- | --------------------- | --------------------- |
| 1.                    | Primož Roglič         | Słowenia              | Team Jumbo-Visma      | 155 pkt               |
| 2.                    | Tadej Pogačar         | Słowenia              | UAE Team Emirates     | 136 pkt               |
| 3.                    | Sam Bennett           | Irlandia              | Bora-Hansgrohe        | 134 pkt               |
| 4.                    | Alejandro Valverde    | Hiszpania             | Movistar Team         | 132 pkt               |
| 5.                    | Nairo Quintana        | Kolumbia              | Movistar Team         | 100 pkt               |
| 6.                    | Miguel Ángel López    | Kolumbia              | Astana                | 76 pkt                |
| 7.                    | Philippe Gilbert      | Belgia                | Deceuninck-Quick Step | 73 pkt                |
| 8.                    | Dylan Teuns           | Belgia                | Bahrain-Merida        | 69 pkt                |
| 9.                    | Tosh Van der Sande    | Belgia                | Lotto-Soudal          | 63 pkt                |
| 10.                   | Sergio Higuita        | Kolumbia              | EF Education First    | 62 pkt                |

| Klasyfikacja punktowa | Klasyfikacja punktowa | Klasyfikacja punktowa | Klasyfikacja punktowa | Klasyfikacja punktowa |
| Kolarz                | Kolarz                | Państwo               | Drużyna               | Punkty                |
| --------------------- | --------------------- | --------------------- | --------------------- | --------------------- |
| 1.                    | Primož Roglič         | Słowenia              | Team Jumbo-Visma      | 155 pkt               |
| 2.                    | Tadej Pogačar         | Słowenia              | UAE Team Emirates     | 136 pkt               |
| 3.                    | Sam Bennett           | Irlandia              | Bora-Hansgrohe        | 134 pkt               |
| 4.                    | Alejandro Valverde    | Hiszpania             | Movistar Team         | 132 pkt               |
| 5.                    | Nairo Quintana        | Kolumbia              | Movistar Team         | 100 pkt               |
| 6.                    | Miguel Ángel López    | Kolumbia              | Astana                | 76 pkt                |
| 7.                    | Philippe Gilbert      | Belgia                | Deceuninck-Quick Step | 73 pkt                |
| 8.                    | Dylan Teuns           | Belgia                | Bahrain-Merida        | 69 pkt                |
| 9.                    | Tosh Van der Sande    | Belgia                | Lotto-Soudal          | 63 pkt                |
| 10.                   | Sergio Higuita        | Kolumbia              | EF Education First    | 62 pkt                |

| Klasyfikacja górska | Klasyfikacja górska | Klasyfikacja górska | Klasyfikacja górska           | Klasyfikacja górska |
| Kolarz              | Kolarz              | Państwo             | Drużyna                       | Punkty              |
| ------------------- | ------------------- | ------------------- | ----------------------------- | ------------------- |
| 1.                  | Geoffrey Bouchard   | Francja             | AG2R La Mondiale              | 76 pkt              |
| 2.                  | Ángel Madrazo       | Hiszpania           | Burgos-BH                     | 44 pkt              |
| 3.                  | Sergio Samitier     | Hiszpania           | Euskadi Basque Country-Murias | 42 pkt              |
| 4.                  | Tadej Pogačar       | Słowenia            | UAE Team Emirates             | 38 pkt              |
| 5.                  | Tao Geoghegan Hart  | Wielka Brytania     | Team Ineos                    | 35 pkt              |
| 6.                  | Wout Poels          | Holandia            | Team Ineos                    | 31 pkt              |
| 7.                  | Alejandro Valverde  | Hiszpania           | Movistar Team                 | 29 pkt              |
| 8.                  | Sergio Henao        | Kolumbia            | UAE Team Emirates             | 27 pkt              |
| 9.                  | Jakob Fuglsang      | Dania               | Astana                        | 24 pkt              |
| 10.                 | Mikel Bizkarra      | Hiszpania           | Euskadi Basque Country-Murias | 22 pkt              |

| Klasyfikacja górska | Klasyfikacja górska | Klasyfikacja górska | Klasyfikacja górska           | Klasyfikacja górska |
| Kolarz              | Kolarz              | Państwo             | Drużyna                       | Punkty              |
| ------------------- | ------------------- | ------------------- | ----------------------------- | ------------------- |
| 1.                  | Geoffrey Bouchard   | Francja             | AG2R La Mondiale              | 76 pkt              |
| 2.                  | Ángel Madrazo       | Hiszpania           | Burgos-BH                     | 44 pkt              |
| 3.                  | Sergio Samitier     | Hiszpania           | Euskadi Basque Country-Murias | 42 pkt              |
| 4.                  | Tadej Pogačar       | Słowenia            | UAE Team Emirates             | 38 pkt              |
| 5.                  | Tao Geoghegan Hart  | Wielka Brytania     | Team Ineos                    | 35 pkt              |
| 6.                  | Wout Poels          | Holandia            | Team Ineos                    | 31 pkt              |
| 7.                  | Alejandro Valverde  | Hiszpania           | Movistar Team                 | 29 pkt              |
| 8.                  | Sergio Henao        | Kolumbia            | UAE Team Emirates             | 27 pkt              |
| 9.                  | Jakob Fuglsang      | Dania               | Astana                        | 24 pkt              |
| 10.                 | Mikel Bizkarra      | Hiszpania           | Euskadi Basque Country-Murias | 22 pkt              |

| Klasyfikacja młodzieżowa | Klasyfikacja młodzieżowa | Klasyfikacja młodzieżowa | Klasyfikacja młodzieżowa      | Klasyfikacja młodzieżowa |
| Kolarz                   | Kolarz                   | Państwo                  | Drużyna                       | Czas                     |
| ------------------------ | ------------------------ | ------------------------ | ----------------------------- | ------------------------ |
| 1.                       | Tadej Pogačar            | Słowenia                 | UAE Team Emirates             | 83h 10' 09"              |
| 2.                       | Miguel Ángel López       | Kolumbia                 | Astana                        | + 1' 53"                 |
| 3.                       | James Knox               | Wielka Brytania          | Deceuninck-Quick Step         | + 20' 14"                |
| 4.                       | Sergio Higuita           | Kolumbia                 | EF Education First            | + 29' 39"                |
| 5.                       | Ruben Guerreiro          | Portugalia               | Katusha-Alpecin               | + 39' 27"                |
| 6.                       | Tao Geoghegan Hart       | Wielka Brytania          | Team Ineos                    | + 1h 01' 26"             |
| 7.                       | Kilian Frankiny          | Szwajcaria               | Groupama-FDJ                  | + 1h 09' 04"             |
| 8.                       | Óscar Rodríguez          | Hiszpania                | Euskadi Basque Country-Murias | + 1h 10' 36"             |
| 9.                       | Ben O’Connor             | Australia                | Dimension Data                | + 1h 23' 15"             |
| 10.                      | Sepp Kuss                | Stany Zjednoczone        | Team Jumbo-Visma              | + 1h 32' 55"             |

| Klasyfikacja młodzieżowa | Klasyfikacja młodzieżowa | Klasyfikacja młodzieżowa | Klasyfikacja młodzieżowa      | Klasyfikacja młodzieżowa |
| Kolarz                   | Kolarz                   | Państwo                  | Drużyna                       | Czas                     |
| ------------------------ | ------------------------ | ------------------------ | ----------------------------- | ------------------------ |
| 1.                       | Tadej Pogačar            | Słowenia                 | UAE Team Emirates             | 83h 10' 09"              |
| 2.                       | Miguel Ángel López       | Kolumbia                 | Astana                        | + 1' 53"                 |
| 3.                       | James Knox               | Wielka Brytania          | Deceuninck-Quick Step         | + 20' 14"                |
| 4.                       | Sergio Higuita           | Kolumbia                 | EF Education First            | + 29' 39"                |
| 5.                       | Ruben Guerreiro          | Portugalia               | Katusha-Alpecin               | + 39' 27"                |
| 6.                       | Tao Geoghegan Hart       | Wielka Brytania          | Team Ineos                    | + 1h 01' 26"             |
| 7.                       | Kilian Frankiny          | Szwajcaria               | Groupama-FDJ                  | + 1h 09' 04"             |
| 8.                       | Óscar Rodríguez          | Hiszpania                | Euskadi Basque Country-Murias | + 1h 10' 36"             |
| 9.                       | Ben O’Connor             | Australia                | Dimension Data                | + 1h 23' 15"             |
| 10.                      | Sepp Kuss                | Stany Zjednoczone        | Team Jumbo-Visma              | + 1h 32' 55"             |

| Klasyfikacja drużynowa | Klasyfikacja drużynowa        | Klasyfikacja drużynowa | Klasyfikacja drużynowa |
| Drużyna                | Drużyna                       | Państwo                | Czas                   |
| ---------------------- | ----------------------------- | ---------------------- | ---------------------- |
| 1.                     | Movistar Team                 | Hiszpania              | 248h 26' 24"           |
| 2.                     | Astana                        | Kazachstan             | + 51' 38"              |
| 3.                     | Team Jumbo-Visma              | Holandia               | + 2h 04' 33"           |
| 4.                     | Mitchelton-Scott              | Australia              | + 2h 26' 47"           |
| 5.                     | AG2R La Mondiale              | Francja                | + 3h 14' 43"           |
| 6.                     | Team Sunweb                   | Niemcy                 | + 3h 20' 18"           |
| 7.                     | Euskadi Basque Country-Murias | Hiszpania              | + 3h 39' 09"           |
| 8.                     | Bahrain-Merida                | Bahrajn                | + 3h 45' 14"           |
| 9.                     | Dimension Data                | Południowa Afryka      | + 3h 56' 09"           |
| 10.                    | Ineos                         | Wielka Brytania        | + 4h 01' 02"           |

| Klasyfikacja drużynowa | Klasyfikacja drużynowa        | Klasyfikacja drużynowa | Klasyfikacja drużynowa |
| Drużyna                | Drużyna                       | Państwo                | Czas                   |
| ---------------------- | ----------------------------- | ---------------------- | ---------------------- |
| 1.                     | Movistar Team                 | Hiszpania              | 248h 26' 24"           |
| 2.                     | Astana                        | Kazachstan             | + 51' 38"              |
| 3.                     | Team Jumbo-Visma              | Holandia               | + 2h 04' 33"           |
| 4.                     | Mitchelton-Scott              | Australia              | + 2h 26' 47"           |
| 5.                     | AG2R La Mondiale              | Francja                | + 3h 14' 43"           |
| 6.                     | Team Sunweb                   | Niemcy                 | + 3h 20' 18"           |
| 7.                     | Euskadi Basque Country-Murias | Hiszpania              | + 3h 39' 09"           |
| 8.                     | Bahrain-Merida                | Bahrajn                | + 3h 45' 14"           |
| 9.                     | Dimension Data                | Południowa Afryka      | + 3h 56' 09"           |
| 10.                    | Ineos                         | Wielka Brytania        | + 4h 01' 02"           |

## Liderzy klasyfikacji po poszczególnych etapach
| Etap                 | Zwycięzca etapu      | Klasyfikacja Generalna | Klasyfikacja Punktowa | Klasyfikacja Górska | Klasyfikacja Młodzieżowa | Klasyfikacja Drużynowa | Klasyfikacja Najaktywniejszych |
| -------------------- | -------------------- | ---------------------- | --------------------- | ------------------- | ------------------------ | ---------------------- | ------------------------------ |
| 1                    | Astana Pro Team      | Miguel Ángel López     | —                     | —                   | Miguel Ángel López       | Astana Pro Team        | Miguel Ángel López             |
| 2                    | Nairo Quintana       | Nicolas Roche          | Nairo Quintana        | Ángel Madrazo       | Miguel Ángel López       | Team Sunweb            | Ángel Madrazo                  |
| 3                    | Sam Bennett          | Nicolas Roche          | Nairo Quintana        | Ángel Madrazo       | Miguel Ángel López       | Team Sunweb            | Ángel Madrazo                  |
| 4                    | Fabio Jakobsen       | Nicolas Roche          | Sam Bennett           | Ángel Madrazo       | Miguel Ángel López       | Team Sunweb            | Jorge Cubero                   |
| 5                    | Ángel Madrazo        | Miguel Ángel López     | Sam Bennett           | Ángel Madrazo       | Miguel Ángel López       | Movistar               | José Herrada                   |
| 6                    | Jesús Herrada        | Dylan Teuns            | Sam Bennett           | Ángel Madrazo       | Miguel Ángel López       | Movistar               | Jesús Herrada                  |
| 7                    | Alejandro Valverde   | Miguel Ángel López     | Nairo Quintana        | Ángel Madrazo       | Miguel Ángel López       | Movistar               | Sergio Henao                   |
| 8                    | Nikias Arndt         | Nicolas Edet           | Nairo Quintana        | Ángel Madrazo       | Miguel Ángel López       | Movistar               | David de la Cruz               |
| 9                    | Tadej Pogačar        | Nairo Quintana         | Nairo Quintana        | Ángel Madrazo       | Miguel Ángel López       | Movistar               | Geoffrey Bouchard              |
| 10                   | Primož Roglič        | Primož Roglič          | Primož Roglič         | Ángel Madrazo       | Miguel Ángel López       | Movistar               | Primož Roglič                  |
| 11                   | Mikel Iturria        | Primož Roglič          | Primož Roglič         | Ángel Madrazo       | Miguel Ángel López       | Movistar               | Alex Aranburu                  |
| 12                   | Philippe Gilbert     | Primož Roglič          | Primož Roglič         | Ángel Madrazo       | Miguel Ángel López       | Movistar               | Philippe Gilbert               |
| 13                   | Tadej Pogačar        | Primož Roglič          | Primož Roglič         | Ángel Madrazo       | Tadej Pogačar            | Movistar               | Héctor Sáez                    |
| 14                   | Sam Bennett          | Primož Roglič          | Primož Roglič         | Ángel Madrazo       | Tadej Pogačar            | Movistar               | Diego Rubio                    |
| 15                   | Sepp Kuss            | Primož Roglič          | Primož Roglič         | Ángel Madrazo       | Tadej Pogačar            | Movistar               | Sergio Samitier                |
| 16                   | Jakob Fuglsang       | Primož Roglič          | Primož Roglič         | Geoffrey Bouchard   | Tadej Pogačar            | Movistar               | Ángel Madrazo                  |
| 17                   | Philippe Gilbert     | Primož Roglič          | Primož Roglič         | Geoffrey Bouchard   | Tadej Pogačar            | Movistar               | Nairo Quintana                 |
| 18                   | Sergio Higuita       | Primož Roglič          | Primož Roglič         | Geoffrey Bouchard   | Miguel Ángel López       | Movistar               | Sergio Higuita                 |
| 19                   | Rémi Cavagna         | Primož Roglič          | Primož Roglič         | Geoffrey Bouchard   | Miguel Ángel López       | Movistar               | Rémi Cavagna                   |
| 20                   | Tadej Pogačar        | Primož Roglič          | Primož Roglič         | Geoffrey Bouchard   | Tadej Pogačar            | Movistar               | Tao Geoghegan Hart             |
| 21                   | Fabio Jakobsen       | Primož Roglič          | Primož Roglič         | Geoffrey Bouchard   | Tadej Pogačar            | Movistar               | -                              |
| Klasyfikacja końcowa | Klasyfikacja końcowa | Primož Roglič          | Primož Roglič         | Geoffrey Bouchard   | Tadej Pogačar            | Movistar Team          | Miguel Ángel López             |